# Vestido de boda de Grace Kelly
El vestido de boda de la actriz estadounidense Grace Kelly, llevado durante su boda con el príncipe Raniero III de Mónaco el 19 de abril de 1956, es citado como uno de los más elegantes y recordados vestidos de novia de todos los tiempos, y uno de los más famosos del siglo XX. Un autor describe el vestido como símbolo "del fervor conyugal" y una gran influencia en mujeres que querían "emular la obra maestra de Kelly en peau de soie y encaje". Fue diseñado por Helen Rose de MGM. El vestido constó de corpiño y falda amplia en la cadera, sobre dos enaguas de tul. El atuendo de boda incluyó tocado, velo, zapatos y un libro de oraciones forrado de encaje y perlitas. Para celebrar el 50.º aniversario de la boda, el Museo de Arte de Filadelfia (propietario del vestido) lo exhibió del 1 de abril al 21 de mayo de 2006 e informó que probablemente había sido su exposición más popular.
Más de cincuenta años después, el vestido era todavía influyente; el vestido de novia de Catalina, duquesa de Cambridge, lucido en su boda el 29 de abril de 2011, se inspiró en él.

## Diseño
El matrimonio de Kelly implicó dos ceremonias separadas, primero, un matrimonio civil y el segundo, un matrimonio religioso, celebrados en días sucesivos. Kelly fue asistida por Helen Rose, la diseñadora del vestido y diseñadora de vestuario en la MGM, así como por Virginia Darcy, la peluquera personal de Kelly en MGM.
Diseñadora
Debido a la amistad cercana entre ambas, Edith Head supuso que le pediría diseñar su vestido de boda. En cambio, Helen Rose, una diseñadora de vestuario en el departamento de vestuario de Metro-Goldwyn-Mayer (MGM), fue seleccionada. El vestido fue un regalo de boda a Kelly del estudio MGM.
Ceremonia civil
Para la ceremonia civil, celebrada en la habitación del trono barroca de palacio el 18 de abril de 1956, el vestido llevado por Kelly era un modelo de día en tafetán rosa pálido, cubierto por encaje de Alençon color crema, y diseñado con "corpiño ceñido con cuello redondeado alto y falda acampanada". Llevaba guantes de cuero fino y una gorra Julieta. El vestido para la ceremonia civil también fue diseñado por Helen Rose. El matrimonio fue legalmente solemnizado, según el código civil de Mónaco, en presencia de 80 invitados, los cuales incluyeron representantes de 24 naciones, y fue realizado por Marcel Portanier, el ministro de Mónaco de Justicia.
Ceremonia religiosa
La boda religiosa de Kelly y el príncipe Raniero tuvo lugar el 19 de abril de 1956 en la catedral de San Nicolás de la capital monegasca. La misa solemne fue celebrada por el obispo de Mónaco. La novia llevaba un vestido de boda muy elegante con cuello alto, corpiño ceñido, canesú y mangas largas de encaje y falda amplia. Grace Kelly trabajó estrechamente con Helen Rose en el diseño del vestido, y las dos mujeres miraron trajes en los archivos de MGM para buscar inspiración. Un vestido de boda de la película de MGM Invitation es particularmente similar al vestido de Grace. Los materiales del vestido incluyeron "veintidós metros de tafetán de seda, noventa metros de malla de seda, peau de soie, tul, y encaje de Bruselas rosa de 125 años de antigüedad."
La gorra Julieta que recogía su cabello estaba adornada con perlitas y encaje imitando flores de azahar. Encima el velo corto, hecho de tul, de 80 cm. Sus otros adornos de boda incluyeron un pequeño libro de oraciones y un ramo de lirios del valle. El coste del material y la confección se cifraron en 7.266,68 dólares, sin incluir los honorarios de la diseñadora.
Séquito de boda
La hermana de Kelly, Peggy, fue la madrina de honor. Su séquito de boda constó de seis damas de honor luciendo vestidos amarillos de organdí diseñados por Joe Allen Hong de Neiman Marcus en Dallas y confeccionados por Priscilla de Boston. Además, las acompañaban seis jóvenes pajes (cuatro niñas y dos niños) vestidos de blanco.

## Publicidad
El "vestido serenamente regio" fue descrito por los medios de comunicación cuando los detalles fueron revelados dos días antes de la boda. Mientras que la columnista Ilka Chase observó que era un vestido encantador "pero no soberbio", el consenso general fue que el vestido era magnífico. Continuando la antigua idea de una rivalidad entre la moda europea y la americana en Mónaco, The New York Times lo llamó "el ejemplo más precioso del producto americano". En un símil dado por otro reportero, la cola del vestido, de 0,91 m, fue descrita como "fluyendo como un río de crema batida sobre el lujoso piso rojo."
Los anuncios de boda, que recibieron amplia cobertura en la prensa, también incluyeron falsas informaciones hechas por muchos establecimientos comerciales para explotar su nombre asociándolo al gran evento, como el anuncio de Max Factor de que ofrecería el maquillaje a combinar con el vestido de boda, o el calcetero Willy de Mond anunciando que le daría medias adornadas de perlas. Todas estas reclamaciones fueron negadas por Grace.

## Aclamación y posteridad
El 1 de abril de 2006, el Museo de Arte de Filadelfia presentó una exposición titulada Fit for a Princess: Grace Kelly's Wedding Dress, que se prolongó hasta el 21 de mayo de 2006. La exposición era en honor al 50.º aniversario de la boda.
El vestido de novia de 1956 recibió posteriormente también elogios por su similitud con el llevado por Catherine Middleton en su boda real de 2011. Especialmente los cuellos cerrados en V, y las mangas largas de encaje.
La cantante israelí Maya Bouskilla llevó una "copia" perfecta del vestido para su boda en junio de 2011. Fue también la inspiración para el vestido de novia de Miranda Kerr en su enlace en 2017 con Evan Spiegel. El vestido fue diseñado por Maria Grazia Chiuri de Christian Dior, S. A..